# Czernichów (gmina w województwie małopolskim)

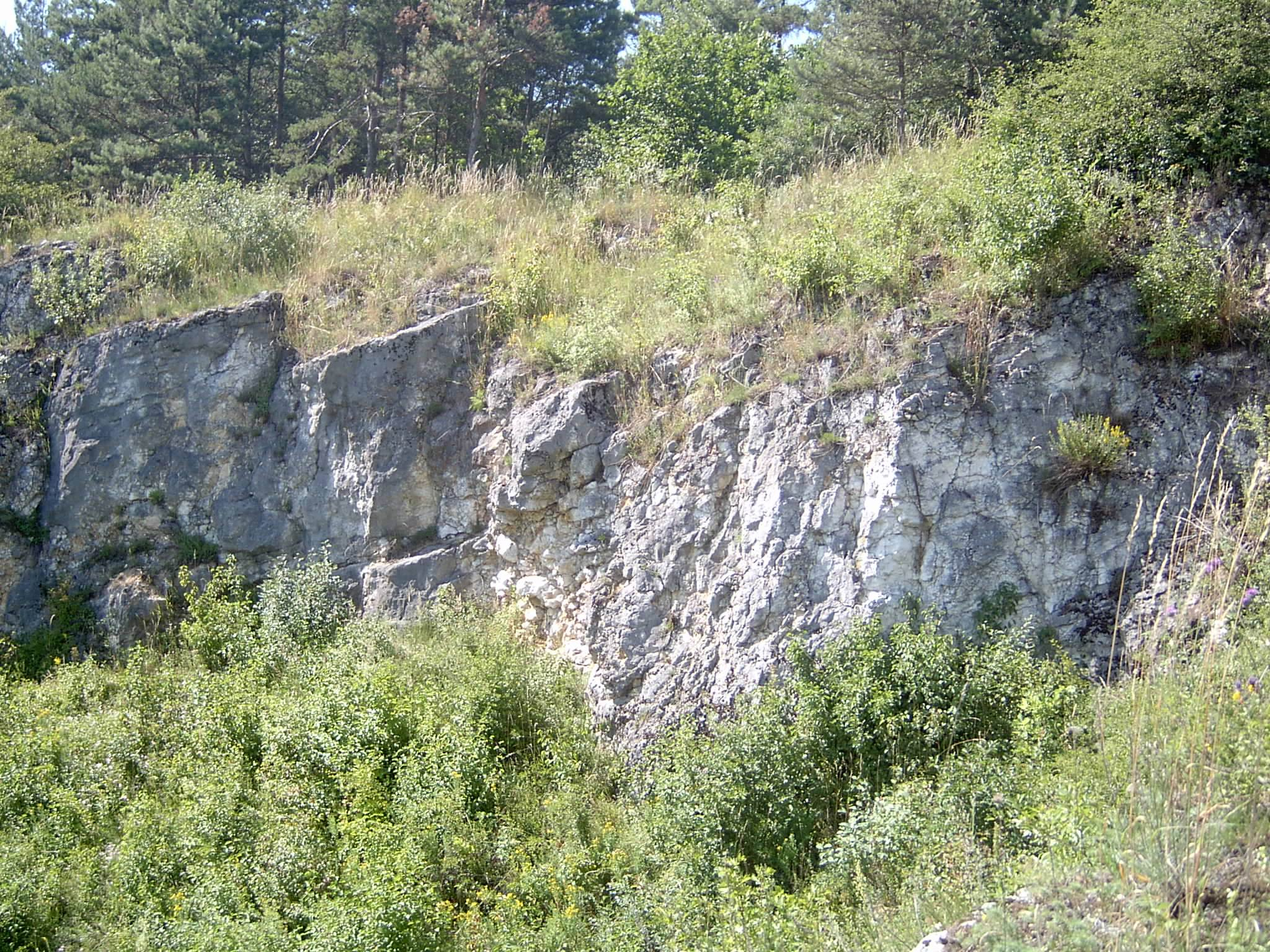
Rezerwat przyrody Kajasówka

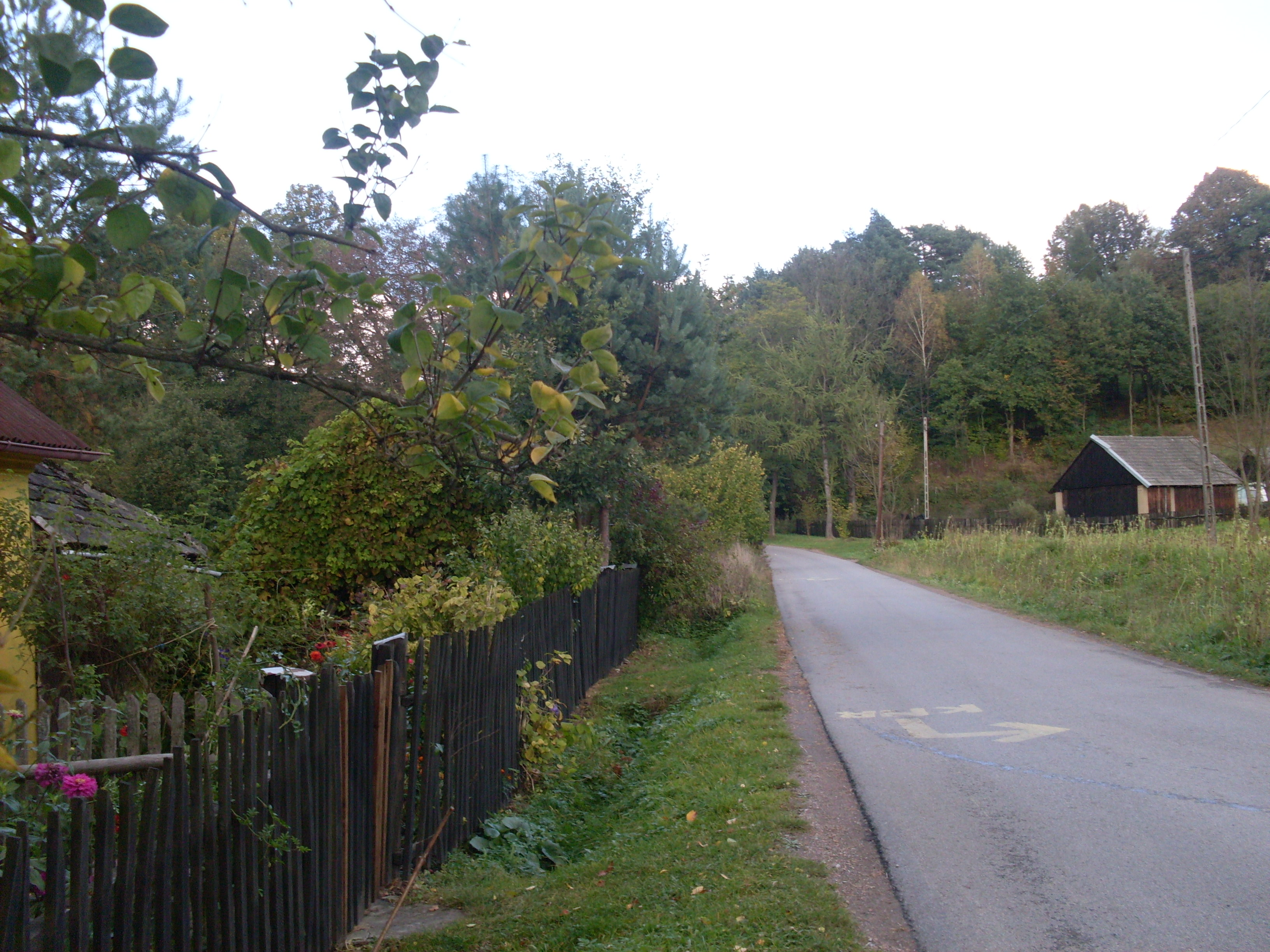
Rybna-Wrzosy

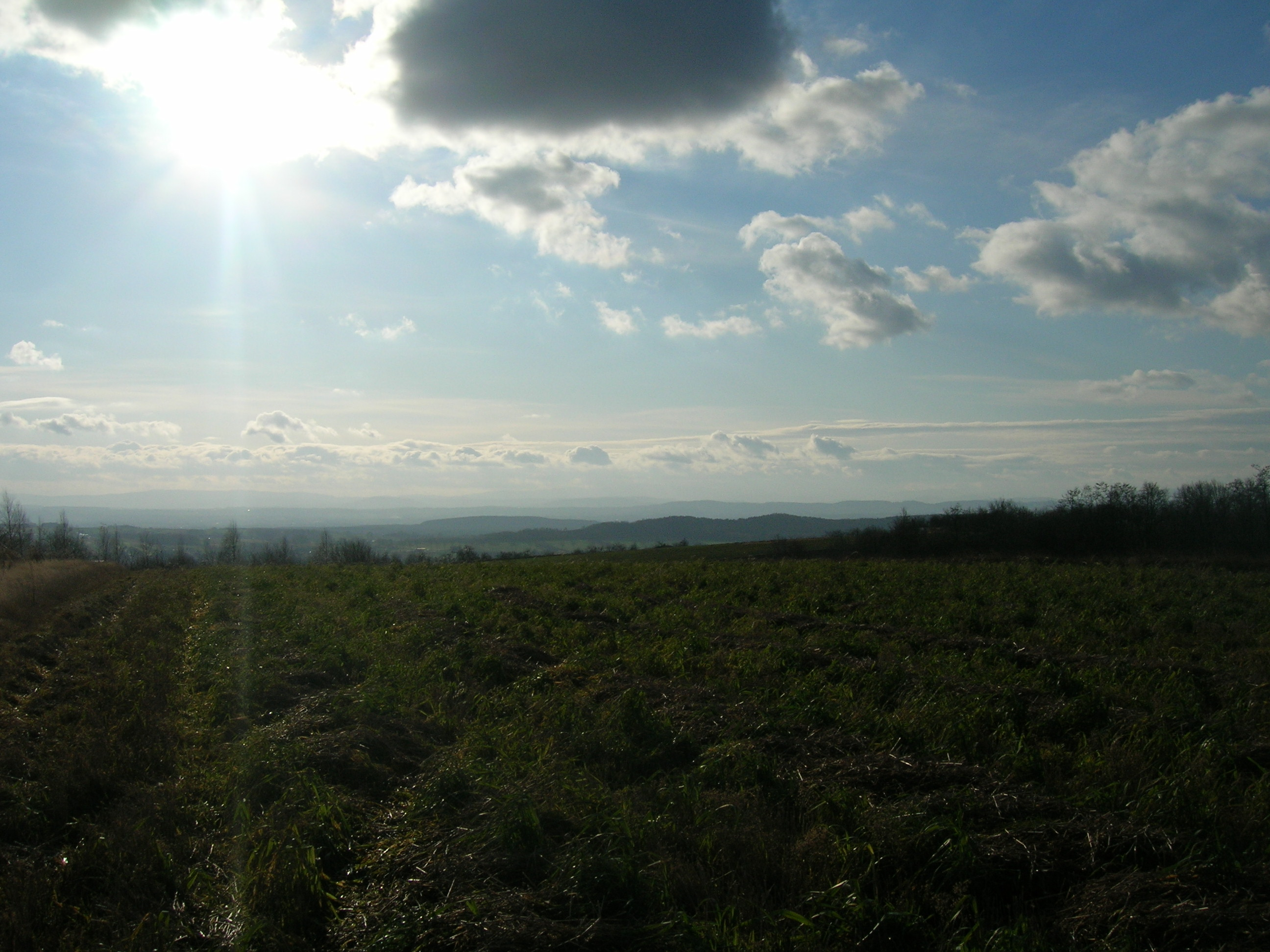
Rybna-Smarkowa

Czernichów – gmina wiejska w województwie małopolskim, w powiecie krakowskim. W latach 1975–1998 gmina położona była w województwie krakowskim.
Siedziba gminy to Czernichów.
W skład gminy wchodzi 12 sołectw: Czernichów, Czułówek, Dąbrowa Szlachecka, Kamień, Kłokoczyn, Nowa Wieś Szlachecka, Przeginia Duchowna, Przeginia Narodowa, Rybna, Rusocice, Wołowice, Zagacie.
Według danych z 30 czerwca 2004 gminę zamieszkiwało 12 798 osób. Natomiast według danych z 31 grudnia 2020 roku gminę zamieszkiwały 14 704 osoby.

## Struktura powierzchni
Według danych z roku 2002 gmina Czernichów ma obszar 83,8 km², w tym:
- użytki rolne: 69%
- użytki leśne: 18%

Gmina stanowi 6,82% powierzchni powiatu.

## Demografia
Dane z 30 czerwca 2004:
| Opis                              | Ogółem | Ogółem | Kobiety | Kobiety | Mężczyźni | Mężczyźni |
| --------------------------------- | ------ | ------ | ------- | ------- | --------- | --------- |
| jednostka                         | osób   | %      | osób    | %       | osób      | %         |
| populacja                         | 12 798 | 100    | 6494    | 50,7    | 6304      | 49,3      |
| gęstość zaludnienia (mieszk./km²) | 152,7  | 152,7  | 77,5    | 77,5    | 75,2      | 75,2      |

Ósma pod względem liczby mieszkańców gmina, na 17 gmin powiatu krakowskiego.

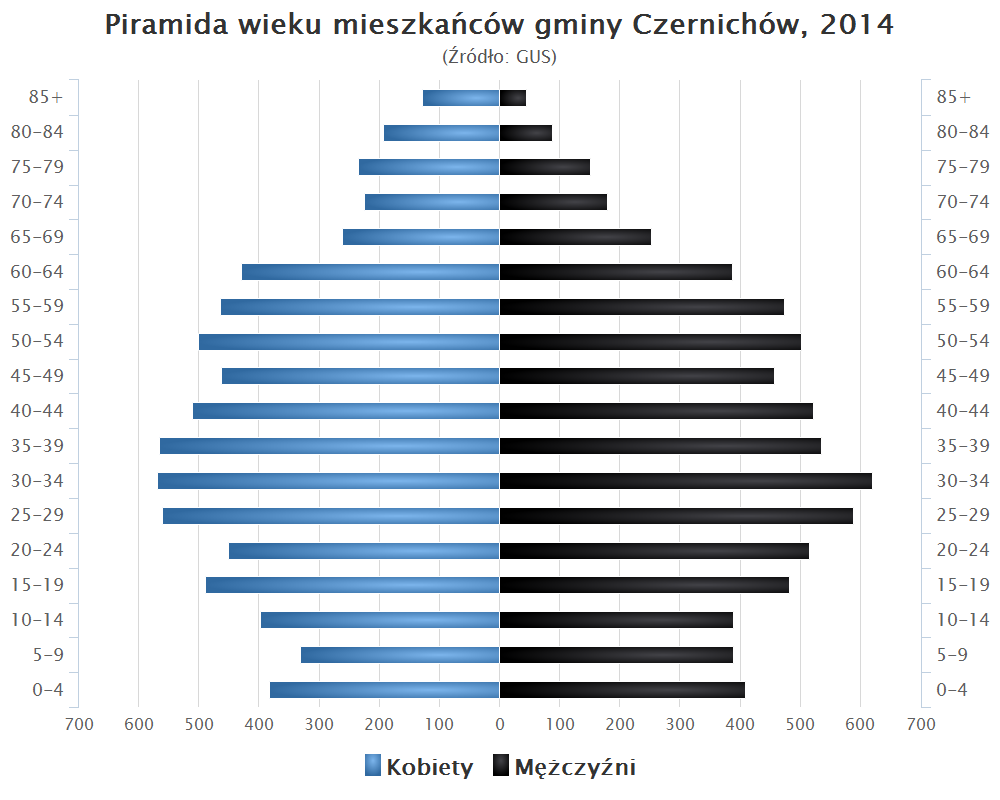
Piramida wieku mieszkańców gminy Czernichów w 2014 roku

## Struktury wyznaniowe

### Kościół rzymskokatolicki
- Parafia Trójcy Przenajświętszej – Czernichów. Zespół Kościoła Parafialnego pw. Św. Trójcy w Czernichowie – gotycki z XV wieku – murowany; Kaplica różańcowa. Rusocice: kaplica Narodzenia NMP. Zasięg: Czernichów, Kłokoczyn, Przeginia Narodowa, Rusocice, Wołowice, Zagacie.
- Parafia NMP Królowej Polski – Dąbrowa Szlachecka. Kościół wybudowany w 1960, konsekrowany 6 maja 1962 przez bp. J. Groblickiego. Kamień węgielny wmurował 5 lipca 1959 bp K. Wojtyła. W 1982 kard. F. Macharski wydał dekret o erekcji parafii NMP Królowej Polski. Zasięg: Dąbrowa Szl., Wołowice, Wyźrał.
- Parafia Miłosierdzia Bożego – Jeziorzany. Kościół Miłosierdzia Bożego wybudowany w latach 1982–1985, poświęcony w 1985, a konsekrowany w 1995.
- Parafia Opieki Matki Bożej – Kamień. Erygowana w 1909. Zespół Kościoła parafialnego pw. Opieki MB w Kamieniu, kościół wraz z ogrodzeniem z lat 1924–1928, neogotycki, murowany, powstał na miejscu dawnej kaplicy z XVIII w. Plebania murowana z początku XX w.
- Parafia MB Wspomożenia Wiernych – Nowa Wieś Szlachecka.
- Parafia Najświętszego Serca Pana Jezusa – Rączna.
- Parafia św. Kazimierza – Rybna. Zespół kościelno–plebański obejmuje kościół konsekrowany w 1832 i ogrodzenie z kaplicami. Zasięg: Kamień, Podłęże, Rusocice (część).

### Świadkowie Jehowy
Wyznawcy z terenu gminy należą do zboru Kraków-Salwator. Wyjątkiem jest Rybna, która położona jest na terenie zboru Tenczynek.

## Turystyka i ciekawe miejsca
Czernichów jest malowniczo położoną gminą nad brzegiem Wisły, wśród wapiennych wzgórz i porośniętych lasem pagórków. Teren gminy obejmuje dwa jurajskie parki krajobrazowe: Rudniański i Bielańsko-Tyniecki. Na terenie gminy położony jest rezerwat przyrody nieożywionej „Kajasówka” będący przykładem stepowienia krajobrazu. Na terenach gminy znajduje się wiele cennych zabytków: zespoły i obiekty architektury sakralnej, założenia dworsko-parkowe i folwarczne, zespoły tradycyjnego budownictwa wiejskiego, przemysłu wiejskiego, zabytkowe cmentarze, archeologiczne obiekty nieruchome.
Co warto odwiedzić:
1. Zespół Kościoła Parafialnego pw. Św. Trójcy w Czernichowie
Kościół gotycki z XV wieku – murowany, powiększony i przebudowany w XVII wieku w stylu barokowym. Kościół trójnawowy, halowy, stanowiący najpotężniejszy przykład prowincjonalnej architektury barokowej na ziemi krakowskiej. Wyposażenie wnętrza w większości barokowe i rokokowe. Kościół otacza mur z czterema kaplicami.
2. Kaplica różańcowa w Czernichowie
Dawna kaplica różańcowa usytuowana jest na szczycie wzgórza dominującego nad okolicą, w miejscu o wybitnej ekspozycji zarówno czynnej, jak i biernej, czego nie przekreśliła przypadkowa i chaotyczna zabudowa najbliższego otoczenia. Mury obwodowe kaplicy złożone są na rzucie niemal regularnego ośmioboku i wykonane z kamienia wapiennego. Posadowione są bezpośrednio na skale, na szczycie wzniesienia, dochodzącej w tym miejscu niemal pod powierzchnię terenu.
Wnętrze ograniczone jest do części pilastrów (bez głowic) i prostego cokołu zakończonego profilowaniem. Podczas badań architektonicznych w glifach okien oraz częściowo na ścianach ujawniono nikłe pozostałości polichromii, wymagające przebadania. Od wschodu do kaplicy przylegała pierwotnie niewielka zakrystia. Budynek ten rozebrano w XIX wieku całkowicie – zachowały się jedynie pozostałości fundamentów. Kaplica różańcowa w Czernichowie mimo zniszczeń uważana jest za jeden z bardziej interesujących przykładów barokowych kaplic w Polsce.
3. Zespół dworsko-parkowy w Czernichowie
Dwór z połowy XIX wieku przebudowany, klasycystyczny. Zespół uzupełnia lamus z XIX wieku, budynki gospodarcze, murowane, stara elektrownia, dom nauczyciela, park z ogrodem użytkowym oraz budynki mieszkalne powstałe po założeniu Szkoły Praktycznej gospodarstwa Wiejskiego. Otwarcie szkoły nastąpiło 20 czerwca 1860 roku. Czernichowska szkoła jest dzisiaj najstarszą działającą bez przerwy szkołą rolniczą w Polsce. W końcu XIX wieku Czernichów stał się kolebką spółdzielczości wiejskiej w Galicji.
W marcu 1890 roku za sprawą profesora szkoły dr. Franciszka Stefczyka rozpoczęła działalność, pierwsza w Galicji, Spółdzielcza Kasa Oszczędności i Pożyczek. Założenie tej kasy zapoczątkowało rozwój instytucji oszczędnościowo-kredytowych zwanych „kasami Stefczyka”. Dzięki działalności F. Stefczyka oraz wysokiej randze szkoły rolniczej Czernichów stał się znany nie tylko na ziemiach polskich.
4. Wzgórze Chełm w Czernichowie
Wzgórze Chełm jest wzniesieniem tektonicznym o charakterze zrębu. Jego szczególnym walorem jest położenie w obrębie Bramy Krakowskiej – jednostki łączącej trzy wielkie regiony fizycznogeograficzne Polski: Karpaty, kotliny podkarpackie i wyżyny. Na niewielkim obszarze mamy do czynienia z bardzo dużym zróżnicowaniem warunków geograficznych, a w konsekwencji siedlisk i zbiorowisk roślinnych z wieloma cechami naturalnymi. Daje to unikatowe możliwości prezentacji i bezpośredniego kontaktu ze zjawiskami zróżnicowania i determinacji poszczególnych elementów środowiska.
5. Zespół kościelno-plebański (pierw. poł. XIX wieku) w Rybnej
Zespół kościelno-plebański obejmuje kościół konsekrowany w 1832 r. i ogrodzenie z kaplicami.
6. Założenie dworsko-parkowe w Rybnej
Założenie dworsko-parkowe wraz z parkiem krajobrazowym (XVII–XIX w.) będące własnością rodu Rostworowskich. W Rybnej urodził się Karol Hubert Rostworowski (1877–1928) wybitny dramaturg i poeta.
7. Zespół dworsko-parkowy w Przegini Narodowej
Dworek (1830–1833 r.) zwany jest „Matejkówką” ponieważ stanowił własność rodziny Jana Matejki. Obecnie mieści się tam siedziba Stowarzyszenia Kobiet w Przegini Narodowej oraz filia Biblioteki Gminnego
Ośrodka Kultury.
8. Zespół dworsko-parkowy w Wołowicach
Zespół dworski (pierwsza ćwierć XX wieku), który obejmuje: dwór (obecnie przedszkole), rządcówkę, stajnię, spichlerz, ogrodzenie oraz park krajobrazowy z XIX w.
9. Zespół kościoła parafialnego pw. Opieki MB w Kamieniu
Kościół wraz z ogrodzeniem z lat 1924–1928, neogotycki, murowany, powstał na miejscu dawnej kaplicy z XVIII wieku. Plebania murowana z początku XX wieku, obiekty gospodarcze z XVIII–XIX w., w tym lamus murowany z XVII–XVIII w.
Studnia drewniana z XVIII–XIX wieku, będąca okazałym dziełem techniki i ciesiołki. Istnieją też pozostałości założenia parkowego oraz ogrodu „włoskiego”, na uwagę zasługuje również siedem kilkusetletnich lip.
10. Rezerwat przyrody nieożywionej „Kajasówka” w Przegini Duchownej
Wzgórze „Kajasówka” jest klasycznym przykładem zrębu, który jest wyjątkowo wąski i dzieli dwa rozpadliska tektoniczne: rów Rybnej i zapadlisko Cholerzyn – Półwieś. Pokrywa go roślinność kserotermiczna. „Kajasówka” jest rezerwatem ścisłym, o powierzchni 11,83 ha. W jej obrębie znajduje się ścieżka dydaktyczno-turystyczna o tematyce geologiczno-geomorfologicznej. Obok rezerwatu przebiegają szlaki turystyczne.
Gmina Czernichów to doskonałe miejsce do uprawiania „małej turystyki”. Głównym atutem gminy są walory przyrodnicze i krajobrazowe sprzyjające rozwojowi turystyki pieszej, konnej i rowerowej.
Do miejsc szczególnie wartych odwiedzenia należą:
- duże kompleksy leśne na górze Chełm w Czernichowie oraz w okolicy Rusocic, Przegini Narodowej i Duchownej,
- wapienne ostańce w Rusocicach,
- rezerwat przyrody „Kajasówka” w Przegini Duchownej z wytyczoną ścieżką dydaktyczną”,
- ornitologiczna ścieżka dydaktyczna w rozlewiskach Wisły w Rusocicach.

Gmina Czernichów wchodzi obok gmin: Alwernia, Babice, Jerzmanowice-Przeginia, Krzeszowice, Liszki, Wielka Wieś oraz Zabierzów w skład tzw. „Pierścienia Jurajskiego” – trasy samochodowej biegnącej z Krakowa przez najciekawsze tereny południowej części Wyżyny Krakowsko-Częstochowskiej. Trasa ta została oznakowana tablicami informacyjnymi.
Biegnące wzdłuż południowej granicy gminy wały wiślane są w dużej mierze przystosowane do uprawiania turystyki pieszej i rowerowej. Wisła stanowi także dogodny szlak turystyki kajakowej. Od 2000 roku gmina Czernichów jest organizatorem Ogólnopolskiego Spływu Kajakowego na trasie Czernichów – Kraków. Ta sportowo-turystyczna impreza połączona z poznawaniem górnego odcinka Wisły i okolicznych miejscowości: Czernichowa, Liszek, Tyńca odbywa się corocznie w czerwcu w dniu św. Jana i poprzedza znane od lat Krakowskie Wianki.
Miłośnicy wędkarstwa mają możliwość łowienia ryb nie tylko nad Wisłą i w jej starorzeczach, ale także w stawach z Czernichowie i Rusocicach. Atrakcyjnie usytuowane wyrobiska po eksploatacji kruszyw budowlanych stwarzają możliwości zagospodarowania ich na cele rekreacyjne.

## Sąsiednie gminy
Alwernia, Brzeźnica, Krzeszowice, Liszki, Skawina, Spytkowice